# Minamoto no Tsunemoto
Minamoto no Tsunemoto (源 経基 (Nguyên Kinh Cơ)/ 894–961) là một samurai và Hoàng tử Hoàng gia trong thời kỳ Heian của Nhật Bản, tổ tiên của nhánh Seiwa Genji của gia tộc Minamoto. Ông là con trai của Sadazumi-shinnō và cháu trai của Thiên hoàng Seiwa. Thời thơ ấu, Tsunemoto được gọi là Lục Tôn Vương ("tôn vương thứ sáu", 六孫王).
Tsunemoto tham gia một số chiến dịch cho Tòa án Hoàng gia, bao gồm cả những chiến dịch chống lại Taira no Masakado vào năm 940 và chống lại Fujiwara no Sumitomo vào năm sau.
Ông giữ danh hiệu Chinjufu-shōgun ("Tổng chỉ huy của trụ sở chính của trụ sở gìn giữ hòa bình trung tâm", cũng được dịch một cách lỏng lẻo với tư cách là tổng chỉ huy của phòng thủ miền bắc, là một vị trí quân sự ở Nhật Bản cổ điển và phong kiến), hoặc Tổng tư lệnh Quốc phòng miền Bắc, và được Hoàng đế ban cho tên gia tộc Minamoto vào năm 961, năm ông mất.
Tsunemoto là cha của Minamoto no Mitsunaka.